# Калиновское сельское поселение (Ростовская область)
Калиновское сельское поселение — муниципальное образование в Азовском районе Ростовской области.
Административный центр поселения — хутор Гусарева Балка.

## Административное устройство
В состав Калиновского сельского поселения входят:
- хутор Гусарева Балка,
- хутор Бирючий,
- хутор Большевик,
- хутор Бурхановка,
- хутор Калиновка,
- посёлок Мечетный,
- посёлок Новомирский,
- посёлок Новый,
- посёлок Солнечный.

## Население
| 2010  | 2012  | 2013  | 2014  | 2015  | 2016  | 2017  |
| ----- | ----- | ----- | ----- | ----- | ----- | ----- |
| 3019  | ↘2995 | ↘2977 | ↘2960 | ↗2965 | ↗2987 | ↘2961 |
| 2018  | 2019  | 2020  | 2021  |       |       |       |
| ↘2935 | ↘2920 | ↘2901 | ↘2868 |       |       |       |